# 바이에른 국왕
바이에른의 군주는 1805년부터 1918년까지 바이에른 왕국이라고 알려진 상태에서 세습된 바이에른의 비텔스바흐 통치자들이 가지고 있던 칭호였다. 바이에른이 왕국이 된 것은 단명한 바이에른의 카롤링거 왕국보다 거의 1,000년 뒤인 두 번째였다.

## 같이 보기
- 독일의 군주 목록
- 독일 제국